# Aloe pruinosa
Aloe pruinosa é uma espécie de liliopsida do gênero Aloe, pertencente à família Asphodelaceae.